# چامالانگ کولام
چامالانگ کولام (به لاتین: Chamalang Kulam) یک منطقهٔ مسکونی در سری‌لانکا است که در استان شمالی (سری‌لانکا) واقع شده‌است.